# Psychotria bifaria
Espèce
Synonymes
- Psychotria bifaria var. bifaria[1]
- Psychotria pauridiantha Hiern[1]
- Psychotria solfiana K.Krause[1]
- Uragoga bifaria (Hiern) Kuntze[1]
- Uragoga pauridiantha (Hiern) Kuntze[1]

Psychotria bifaria Hiern est une espèce de plantes du genre Psychotria, de la famille des Rubiaceae,. 
C'est un arbuste de 2 à 3 m de haut,, qu’on retrouve dans la zone géographique de l’Afrique tropicale : Cameroun, Gabon, Congo, Guinée, Liberia,. 

## Liste des variétés
Selon Tropicos (22 septembre 2017) (Attention liste brute contenant possiblement des synonymes) :
- Psychotria bifaria var. bifaria
- Psychotria bifaria var. pauridiantha (Hiern) E.M.A. Petit